# Museo Mercedes-Benz

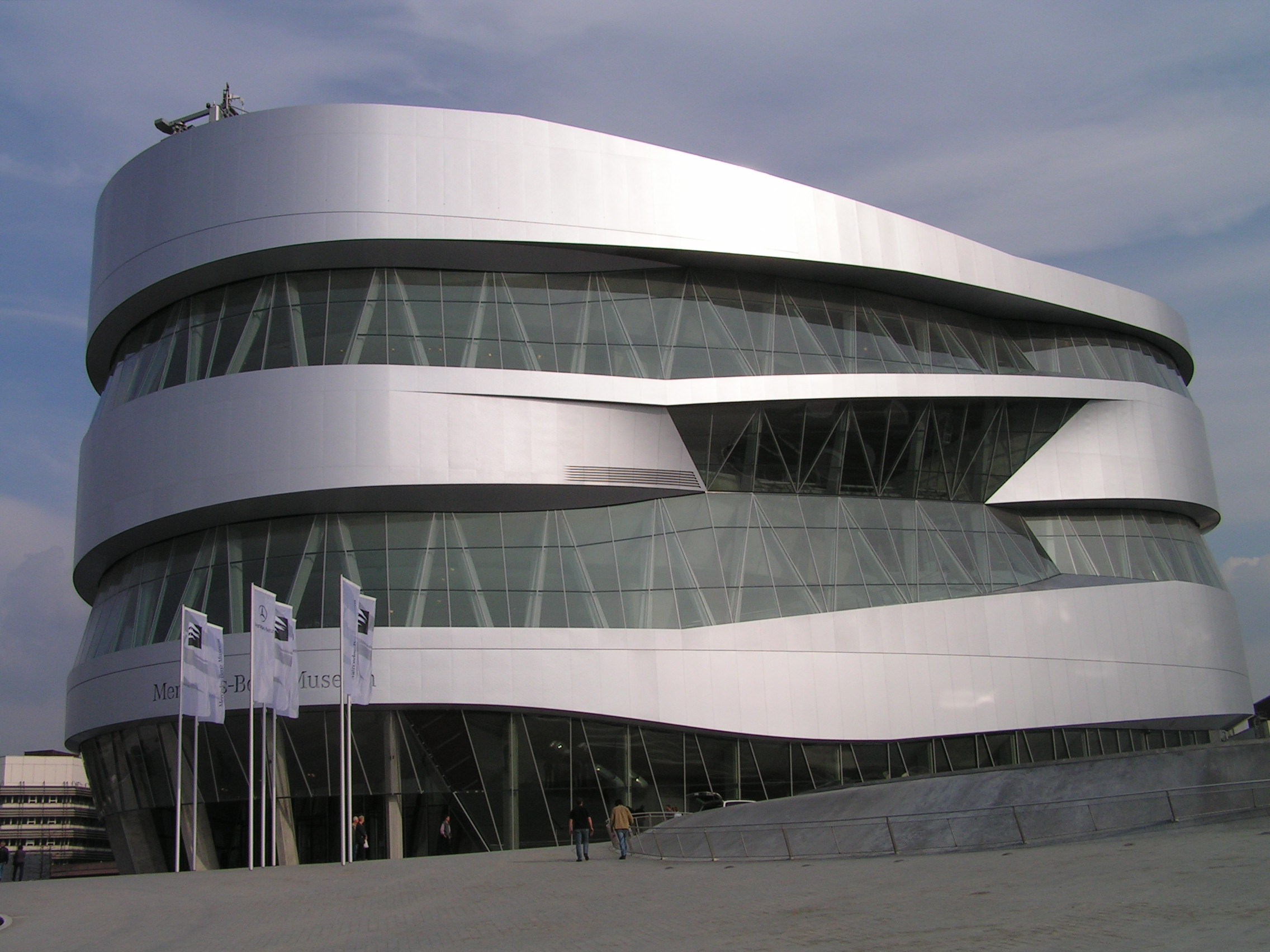
Mercedes-Benz Museum, Stuttgart, Alemania

El Museo Mercedes-Benz es un museo del automóvil ubicado en Stuttgart, Alemania, en el distrito de Bad Cannstatt, donde aparecieron los primeros automóviles, lo cual se explica dentro del museo. Stuttgart es el hogar de la marca Mercedes-Benz y la sede internacional de Daimler AG. El edificio está directamente fuera de la puerta principal de la fábrica de Daimler en Untertürkheim.
El museo ofrece a los visitantes visitas por un precio entre 5 y 10€ de audio en una variedad de idiomas. En 2007 el museo fue visitado por 860.000 personas.

## Arquitectura
El edificio fue diseñado por el estudio holandés UN Studio, dirigido por los arquitectos Ben van Berkel y Caroline Bos. Se basa en un concepto de una hoja de trébol mediante la superposición de tres círculos con el centro sustituido para formar un atrio triangular. El museo se terminó y se inauguró en 2007.
La altura del edificio y el interior de «doble hélice» fueron diseñados para maximizar el espacio, ofreciendo 16.500 m² de espacio expositivo en un espacio de tan sólo 4.800 m². El museo contiene más de 160 vehículos, algunos se remontan a los primeros días del motor.